# Bepour jezik
Bepour jezik (ISO 639-3: bie; ), transnovogvinejski jezik uže skupine madang, kojim govori 50 ljudi (2000 S. Wurm) od 125 etničkih pripadnika plemena Bepour u provinciji Madang, Papua Nova Gvineja. Srodan je jezicima mauwake [mhl] i moere [mvq] s kojima čini pihomsku podskupinu kumilan.
Prijeti mu nestanak.

## Vanjske poveznice
- Ethnologue (14th)
- Ethnologue (15th)